# Орегонский конференц-центр
Орегонский конференц-центр — конференц-центр в американском городе Портленд. Был открыт в 1990 году. Он известен башнями с двумя шпилями, которые обеспечивают освещение интерьера здания и самым большим в мире маятником Фуко. Это самый крупный конференц-центр в штате Орегон, его площадь составляет почти 93 000 м².
В здании проходил чемпионат мира по лёгкой атлетике в помещении 2016 года.
Здание было спроектировано архитектурным бюро Zimmer Gunsul Frasca Architects. Это крупнейший конференц-центр в Орегоне площадью почти 1 миллион квадратных футов (93 000 м 2 ). Комплекс включает в себя 255 000 квадратных футов (23 700 м 2 ) выставочной площади. Он имеет самый большой банкетный зал в городе Портленд 35000 квадратных футов (3300 м 2 ).
Первоначальное здание было построено в конце 1980-х, открылось в 1990 году  и было расширено в 2003 году, Zimmer Gunsul Frasca Architects также принимала участие в проектировании расширения.  Последнее время здание стало известно тем, что ежегодно 11 сентября в память о событиях 9/11 освещают вверх двойные шпили.
Здание и территория также имеют более двух десятков произведений общественного искусства, в основном художников Тихоокеанского Северо-Запада . Коллекция включает картины, мемориальные доски, стеклянную и керамическую плитку, бра, мозаику, колокольчики и части большой пихты Дугласа.
Каждая из башен украшена художественными работами: красочная китайская лодка-дракон длиной 40 футов, подвешенная в восточной башне, драматический маятник Фуко, висящий над позолоченным ореолом лучей, и встроенная, фантастически огромная солнечная система, в полу северной башни.
В 2011 году через дорогу от центра, к востоку, началось строительство сплошной "открытой площади" площадью 30 000 квадратных футов (2800 м 2 ) для мероприятий, связанных с конвенциями.  Площадь, известная как Площадь конференц-центра Орегона, открылась в январе 2012 года.

## Транспорт и дополнительные строения
Система легкорельсового транспорта в регионе TriMet MAX обслуживает конференц-центр со станцией на Holladay Street. Трамвайная система Portland Streetcar начала обслуживать Oregon Convention Center в 2012 году, с открытием новой линии под названием CL Line; в 2015 году она была переименована в Loop Service. Маршрут TriMet № 6 также обслуживает конференц-центр.
В 2011 году восточнее центра началось строительство зала и вспомогательных помещений площадью 2800 м² для проведения мероприятий, связанных с Орегонским конференц-центром. Здание, получившее название Oregon Convention Center Plaza, открылось в январе 2012 года.